# Ploske, Kremeneț
Ploske (în ucraineană Плоске) este localitatea de reședință a comunei Ploske din raionul Kremeneț, regiunea Ternopil, Ucraina.

## Demografie
Componența lingvistică a localității Ploske
     Ucraineană (99,8%)
     Alte limbi (0,2%)
Conform recensământului din 2001, majoritatea populației localității Ploske era vorbitoare de ucraineană (99,8%), existând în minoritate și vorbitori de alte limbi.